# 小行星1743
小行星1743（1743 Schmidt）是一顆位於小行星帶的小行星。該小行星於1960年9月24日被科内利斯·約翰內斯·萬·豪敦、湯姆·赫雷爾斯和英格麗·萬·豪敦-格勒內費爾德在帕洛馬山天文台發現。
該小行星以施密特攝星儀的發明者伯恩哈德·施密特命名。

## 外部連結
- JPL Small-Body Database Browser on 1743 Schmidt （页面存档备份，存于）

| 前一小行星： 1742 Schaifers | 小行星列表 | 後一小行星： 1744 Harriet |